# Giulio Bartali
Giulio Bartali (Ponte a Ema, 20 ottobre 1916 – Firenze, 16 giugno 1936) è stato un ciclista su strada italiano.

## Carriera
Fratello minore di Gino, il grande campione di ciclismo degli anni trenta e quaranta, anche Giulio corse in bicicletta, malgrado l'opposizione dei genitori: furono i successi da dilettante del fratello a permettergli di intraprendere quella carriera.
Il 14 giugno 1936, esattamente una settimana dopo la conclusione del primo Giro d'Italia vinto dal fratello, Giulio corse a Firenze la Targa Chiari, gara valida per il campionato regionale dilettanti. Sotto la pioggia battente, all'altezza della discesa in del San Donato presso Osteria Nuova (Bagno a Ripoli), sbucò all'improvviso una Fiat Balilla nera che non aveva rispettato l'alt e che lo investì all'altezza del fianco sinistro: si fratturò spalla, bacino e costole. Fu operato d'urgenza. Non riprese conoscenza e spirò il 16 giugno, all'età di quasi vent'anni. Gino, che raccontava sempre come il fratello fosse più forte di lui sia in piana che in discesa, in seguito alla sua morte pensò seriamente di abbandonare il ciclismo, ma solo le pressioni della famiglia e il sostegno della fede lo fecero tornare in pista
Giulio riposa nel cimitero di Ponte a Ema, dove è sepolto pure il fratello Gino.
Nel 1959 morì il chirurgo che l'aveva operato, lasciando una lettera per la madre dei due ciclisti nella quale confessava di aver commesso un errore nel corso dell’operazione effettuata per tentare di salvare la vita di Giulio .
Ancora nel 2020 viene ricordato con la deposizione di una corona al cippo che indica il luogo dove morì.

## Nella cultura di massa
Nel 2006, la RAI ha prodotto una fiction in due puntate sulla vita di Gino Bartali, intitolata Gino Bartali - L'intramontabile, dove Giulio Bartali è stato interpretato dall'attore Edoardo Gabbriellini.